# Титово (Запорожская область)
Тито́во (укр. Титове) — село, Пологовский район, Запорожская область, Украина.

## Географическое положение
Село Титово находится на правом берегу реки Берда, выше по течению примыкает село Смирново, ниже по течению на расстоянии в 1 км расположено село Ланцевое, на противоположном берегу — сёла Бережное и Бельманка.
В 2 километрах на запад проходит автомобильная дорога Т-0815.
Расстояние до административных центров: 32 километра на северо-запад до города Пологи — центра Пологовского района, 115 километров на северо-запад до города Запорожье — центра Запорожской области.

## Население
| 1970 | 2001 |
| ---- | ---- |
| 1085 | 702  |

## История
До 1921 года Водяное было частью соседней Поповки. В августе 1921 года в каждой из трёх частей Поповки, были избраны сельсоветы, с этого момента они стали самостоятельными сёлами — Поповка, Вершина Вторая и Водяное.

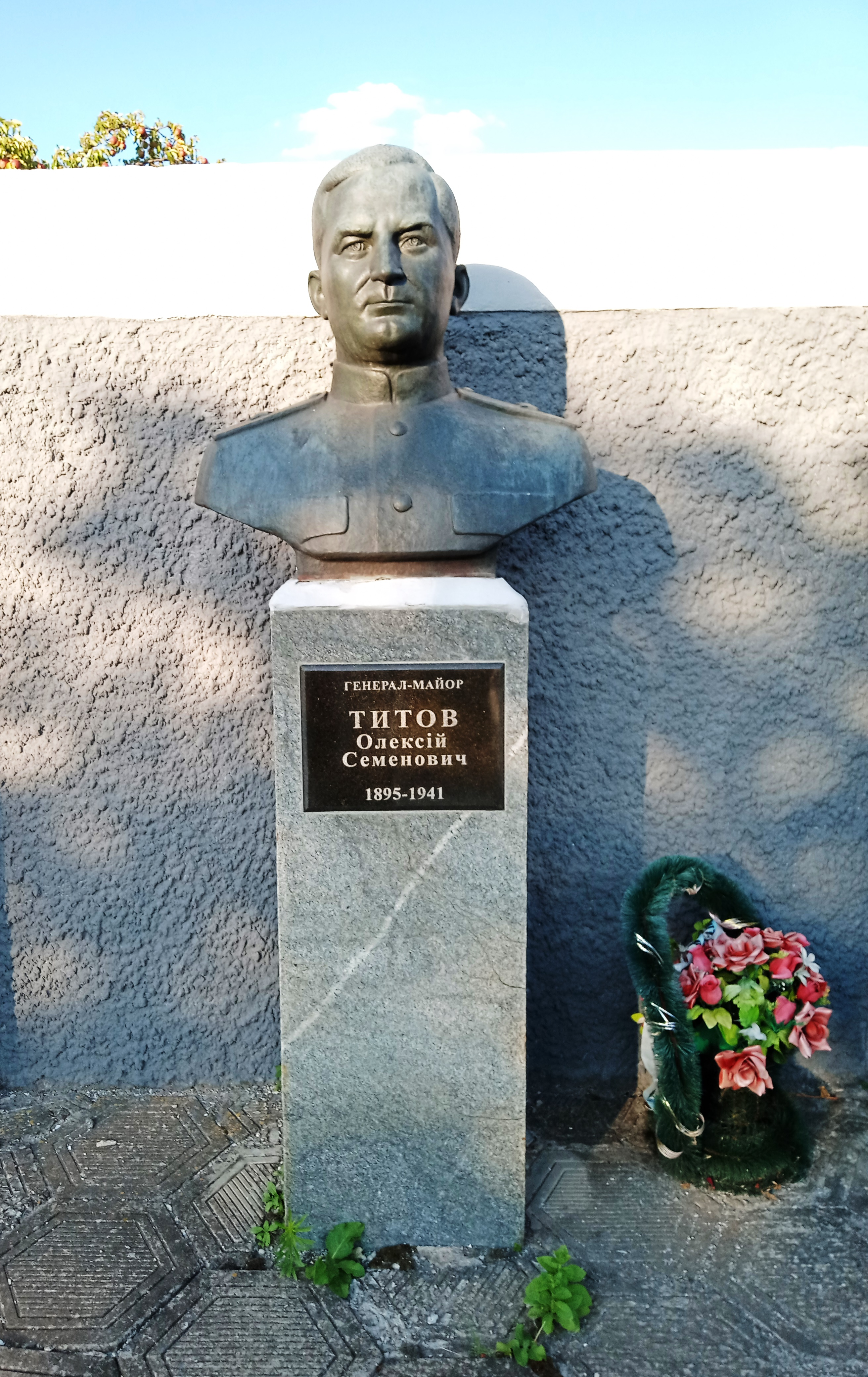
Памятник генерал-майору А. С. Титову в селе Титово

У сёл Водяное и Поповка осенью 1941 года шли ожесточенные бои с нацистскими оккупантами. Обескровленные в неравных боях войска 18-й армии закрепились в 3 километрах к югу от Поповки. Оперативная группа штаба армии оказалась в окружении. Утром 8 октября 1941 года командный пункт 18-й армии несколько раз был обстрелян в районе Поповки сильным артиллерийским, миномётным и пулемётным огнем врага. Погибли — командующий войсками 18-й армииГенерал-лейтенант А. К. Смирнов, начальник артиллерии 18-й армии генерал-майор А. С. Титов, бригадный комиссар военно-воздушных сил 18-й армии Н. П. Новохатный, начальник штаба 51-й Перекопской дивизии полковник Смердов и 193 советских воина. Враг захватил 65000 пленных, 125 танков и более 500 орудий.
В 1963 году в честь генерал-майора Титова село переименовано в Титово, установлен памятник.
В 1970 году в селе находились дом культуры, библиотека, восьмилетняя школа, швейная мастерская, комбинат бытового обслуживания, медицинский пункт, колхоз имени Энгельса, имевший 6400 гектаров земли.

## Экономика
- ООО «Водяне»

## Объекты социальной сферы
- Детский сад, не работает[источник не указан 198 дней].
- Школа I—II ступеней, с 2011 года — школа І ступени. В 2013 году был 1 класс из 9 учеников[5].
- Дом культуры.
- Фельдшерско-акушерский пункт.

## Уроженцы
- Гришко Кирилл Емельянович (1909—1945) — Герой Советского Союза (за героизм и мужество, проявленные во время ВОВ, посмертно)[1]
- Рева Иван Михайлович (1923—1945) — Герой Советского Союза (за героизм и мужество, проявленные во время ВОВ, посмертно)[1]

## Достопримечательности

Церковь Святого Николая
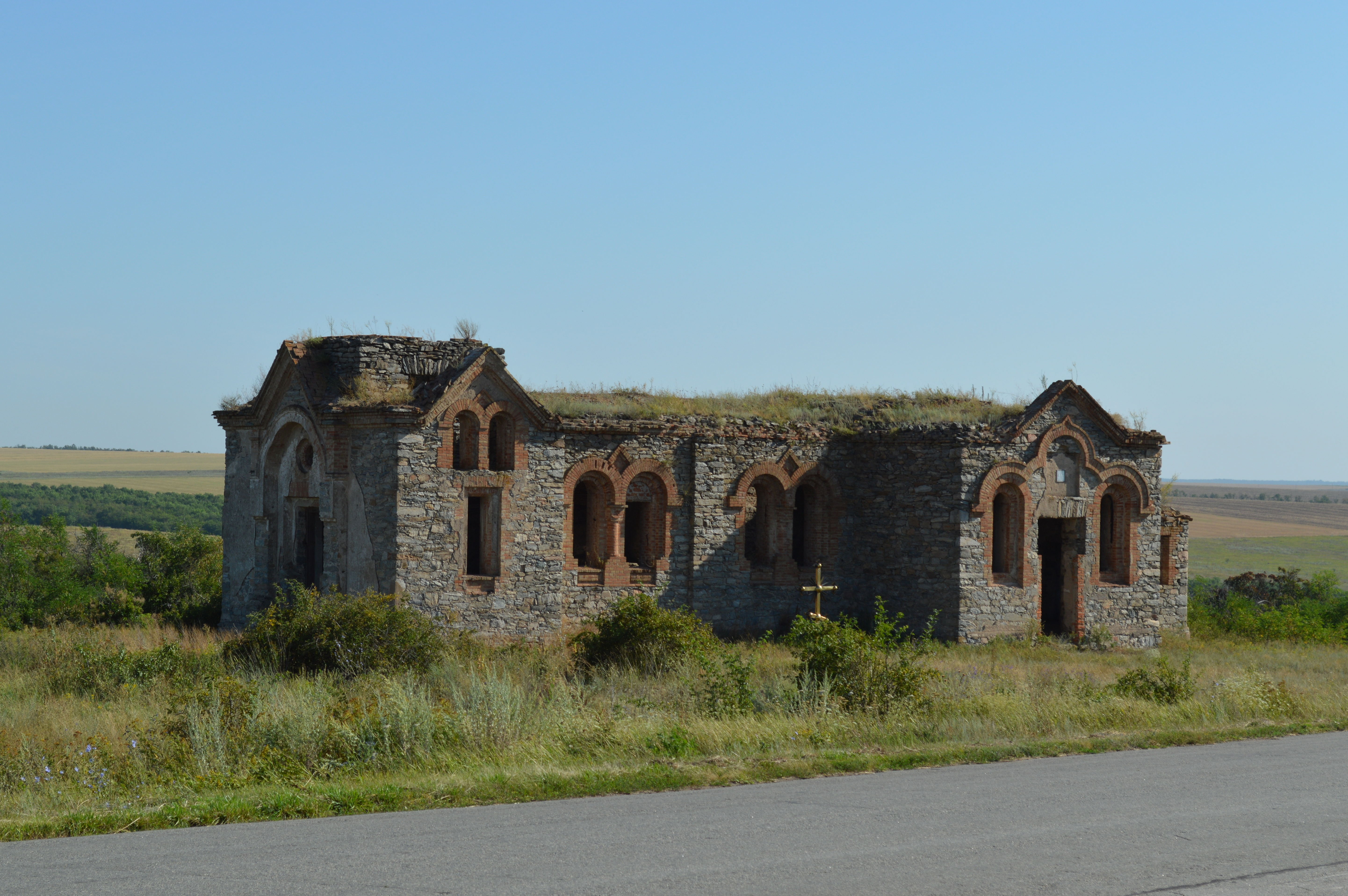
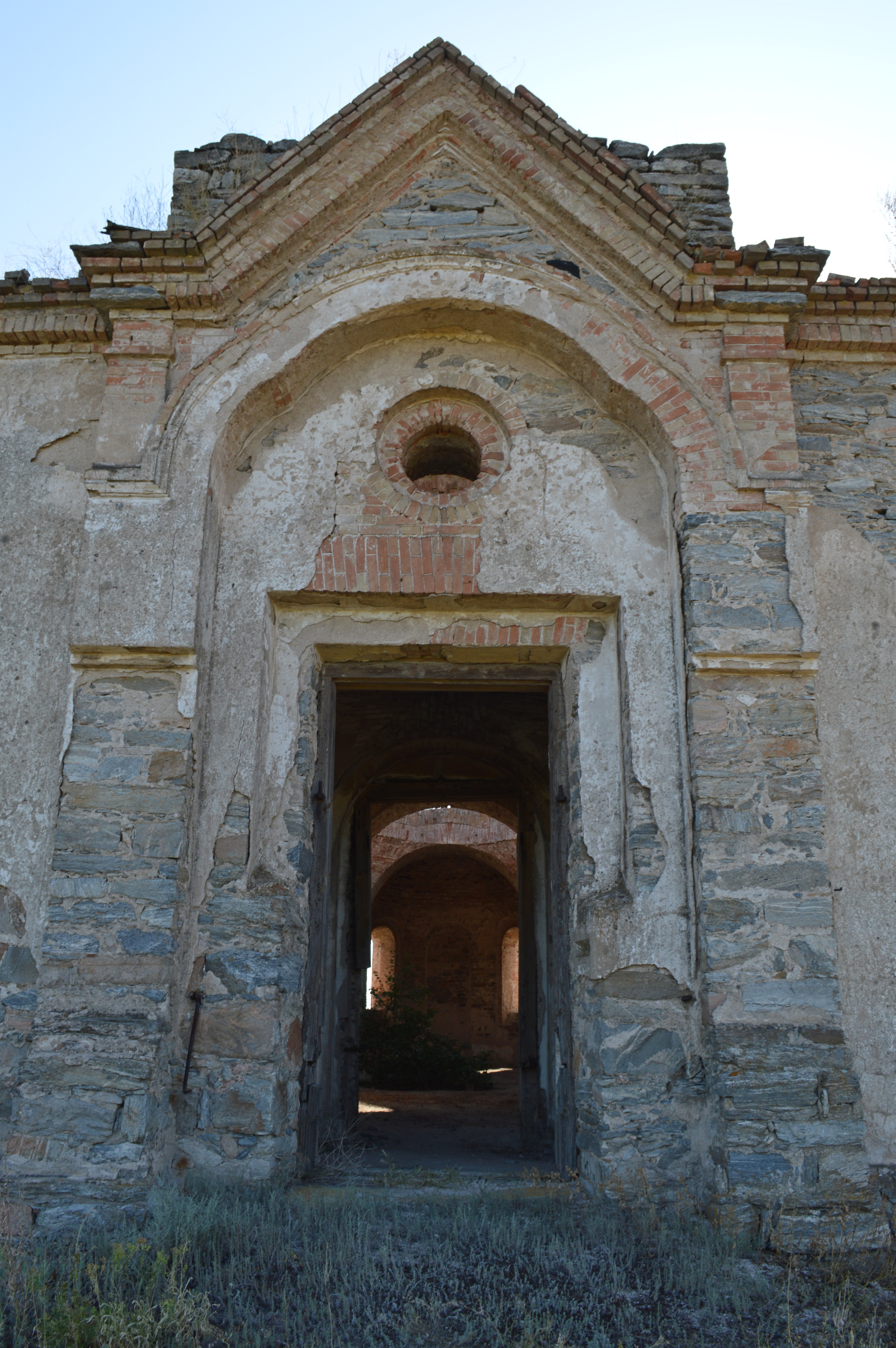
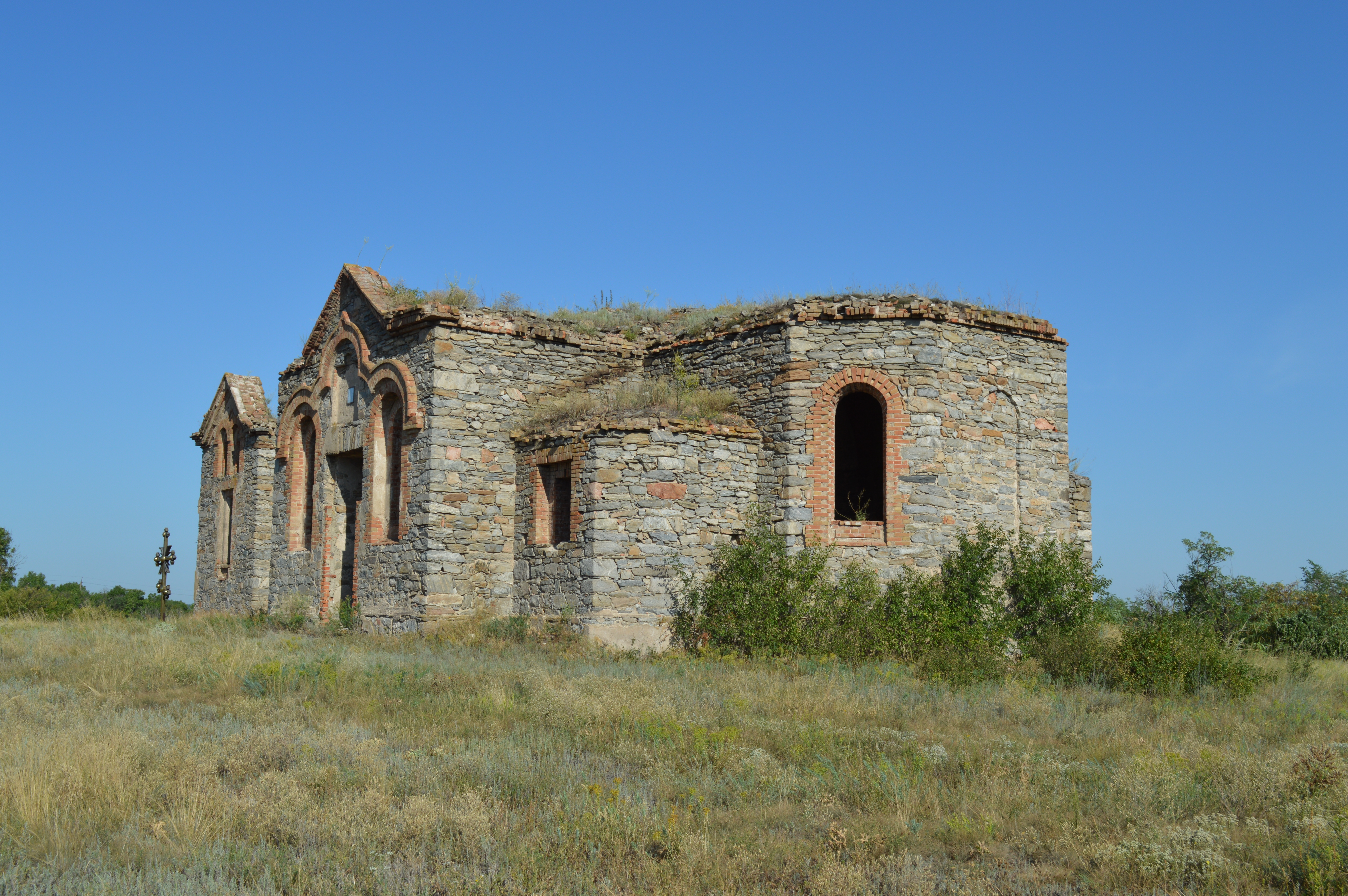

Мемориал на Братской могиле советских воинов, погибших в годы Великой Отечественной войны
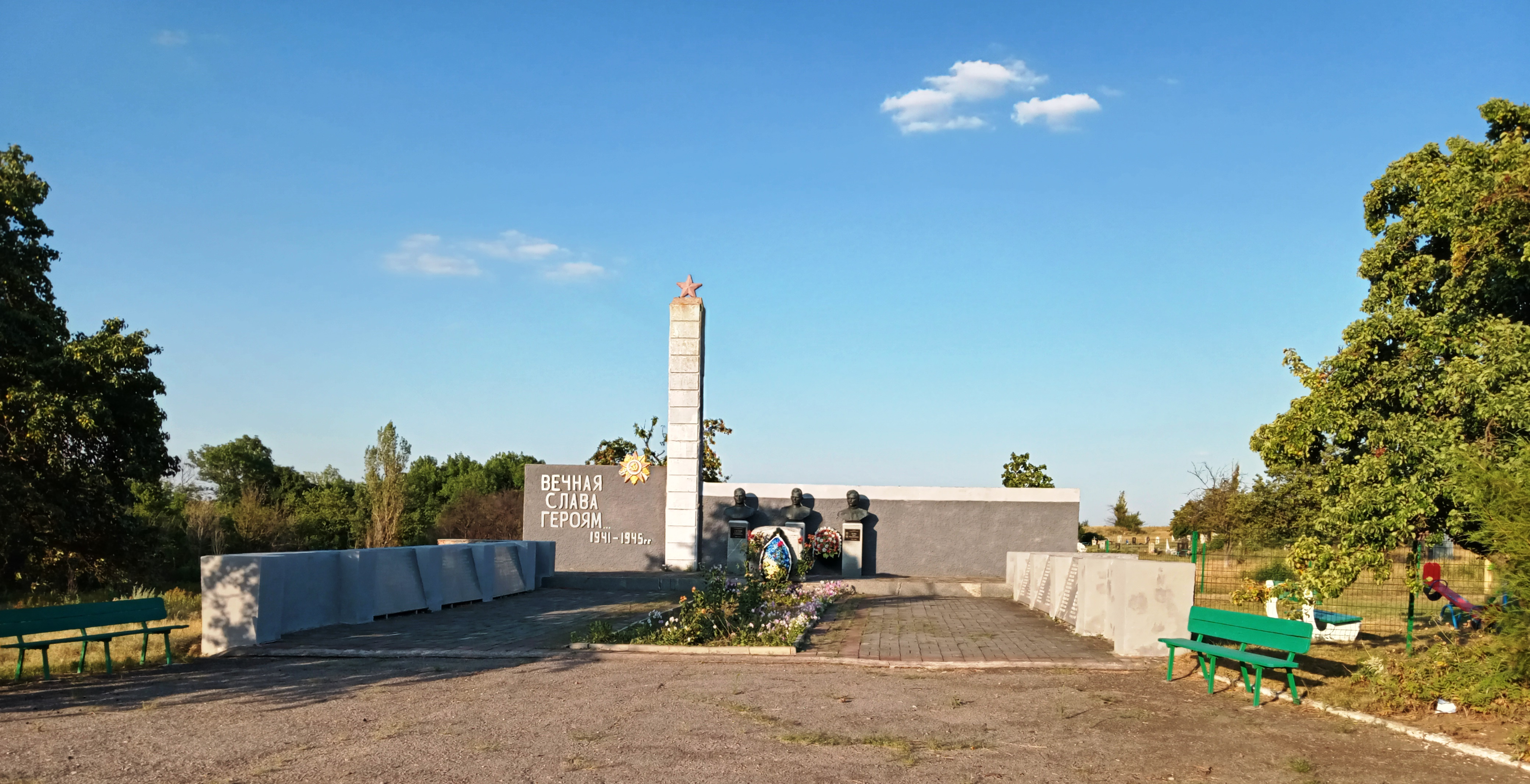
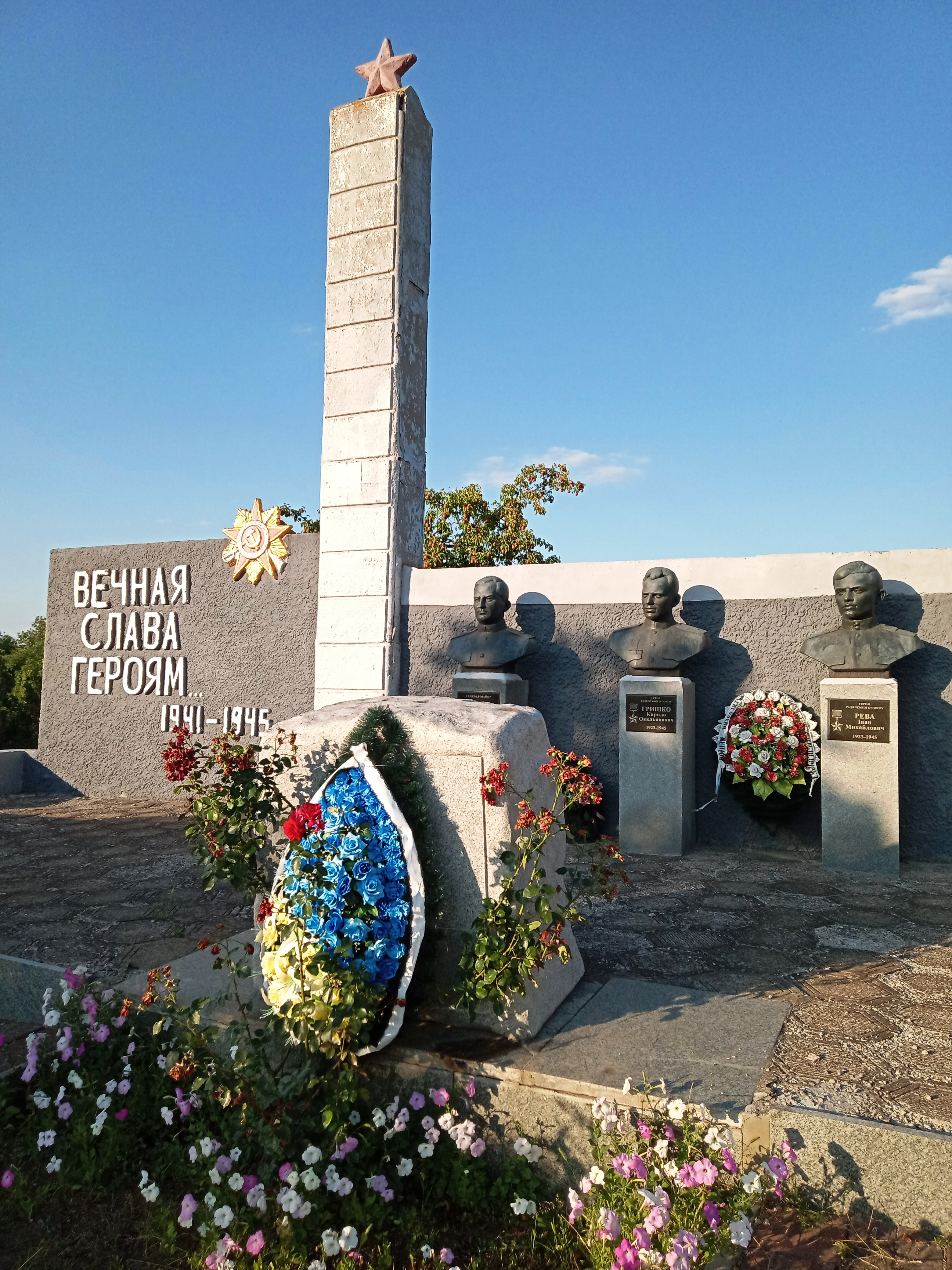
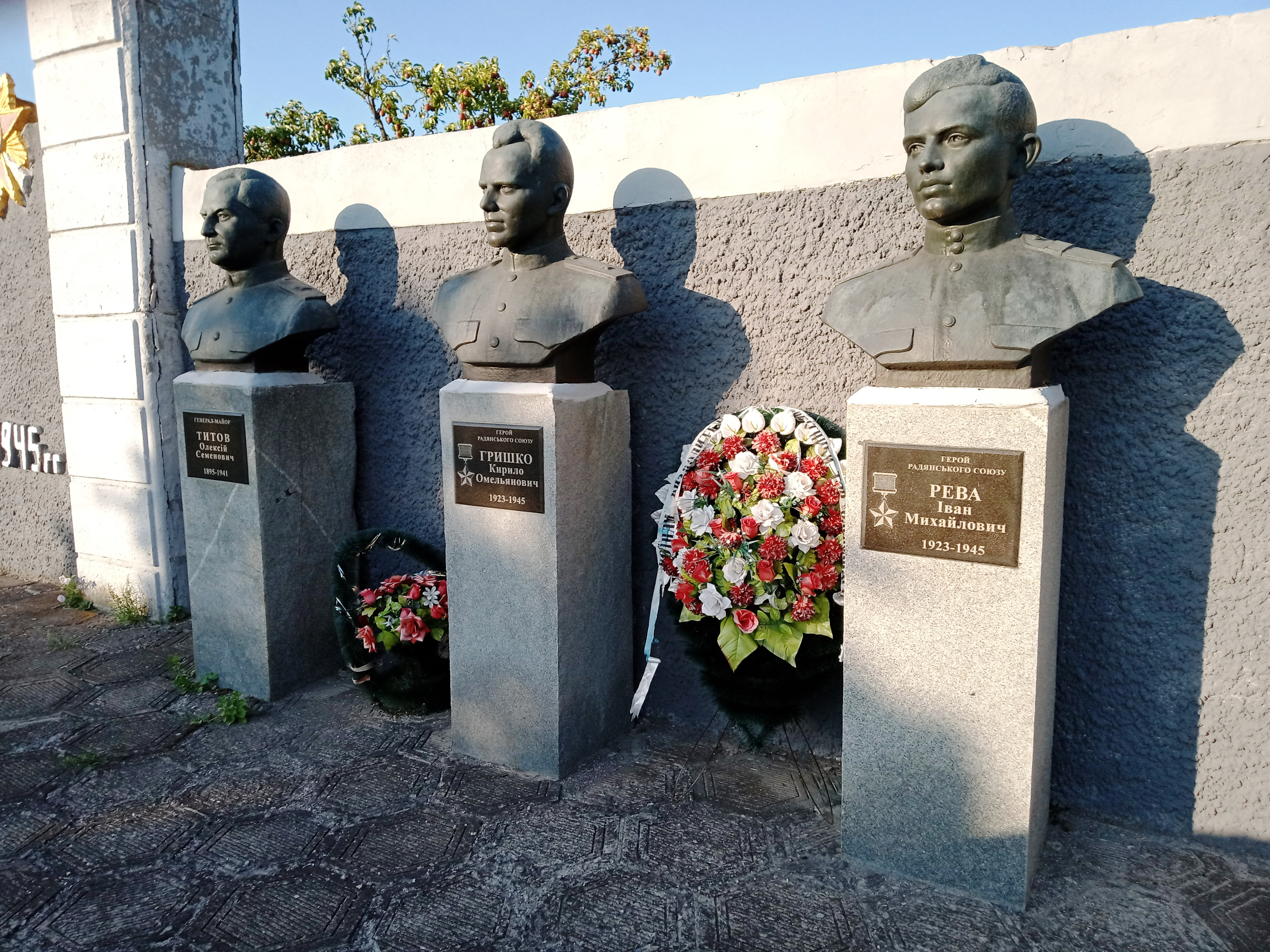